# Jean Flory
Pour les articles homonymes, voir Flory.
Pour l’article ayant un titre homophone, voir Jean Flori.
Jean Flory est un prêtre catholique, résistant et pédagogue français. né le 5 décembre 1886 à Lure (Haute-Saône) et mort le 9 mai 1949 à Montbéliard (Doubs), 
Il a été archiprêtre de la cathédrale de Montbéliard. Il est le frère aîné de Charles Flory (1890-1981).

## Biographie
La famille de Jean Flory est originaire de Thann en Alsace.
Adolescent, il milite à l’Association catholique de la jeunesse française, et devient séminariste à Delle, il étudie la théologie à Besançon et est ordonné le 30 juillet 1911 pour être vicaire de la paroisse Saint-Joseph de Belfort. En juillet 1914, il a été nommé chapelain de Saint-Louis-des-Français (Rome), mais à la suite du déclenchement de la Première Guerre mondiale il devient aumônier militaire dans les chasseurs alpins de 1914 à 1918.
En 1917 à Seppois-le-Bas, il sauve du feu les rouleaux de la Thora de la synagogue détruite par les bombardements.
De 1921 à 1937 il est aumônier au Lycée Victor Hugo à Besançon et de la Jeunesse étudiante Chrétienne.
De 1937 à 1949 il est archiprêtre de l’église Saint-Maimbœuf de Montbéliard dont le parvis porte aujourd’hui son nom. 
Jean Flory défia les Allemands à Noël 1942 en rappelant l’origine juive de Jésus, Marie et Joseph, à qui il colla en effigies des étoiles jaunes et lors de la journée des prisonniers de guerre, il lit en en chaire les noms des prisonniers, mais également ceux déportés et des juifs de Montbéliard déportés par la Gestapo.
Ami du père Pierre Chaillet qu’il a rencontré par l’entremise de son frère aîné Charles Flory , il est actif au sein du réseau des « Cahiers du Témoignage chrétien »  pendant la seconde guerre mondiale.
Jean Flory souffre d’asthme depuis 1941, et meurt à 62 ans le 9 mai 1949 à Montbéliard. Parmi les anciens de l’abbé Flory, on compte trente huit prêtres, parmi lequel Pierre Bockel, Juste parmi les nations, originaire de Thann. 

## Hommages posthumes
- À Montbéliard, le parvis de |’Église Saint-Maimbœuf de Montbéliard porte son nom.
- À Thann en Alsace, d’où sa famille était originaire et où il est inhumé, une rue porte son nom.
- En postface des Souvenirs de Pierre Oschwald - La Résistance 1940- 1944 - Maître Simone Lévy indique ceci : « Cet archiprêtre que nous avons perdu en 1946 demeure dans mon souvenir. Chrétien authentique, il soutenait officiellement les enfants d’Israël persécutés. - Résistant de grande classe, comme le maire Armand Bermont et le pasteur Jacot, il a été pour moi un précieux conseiller. »